# Helmut Kapp

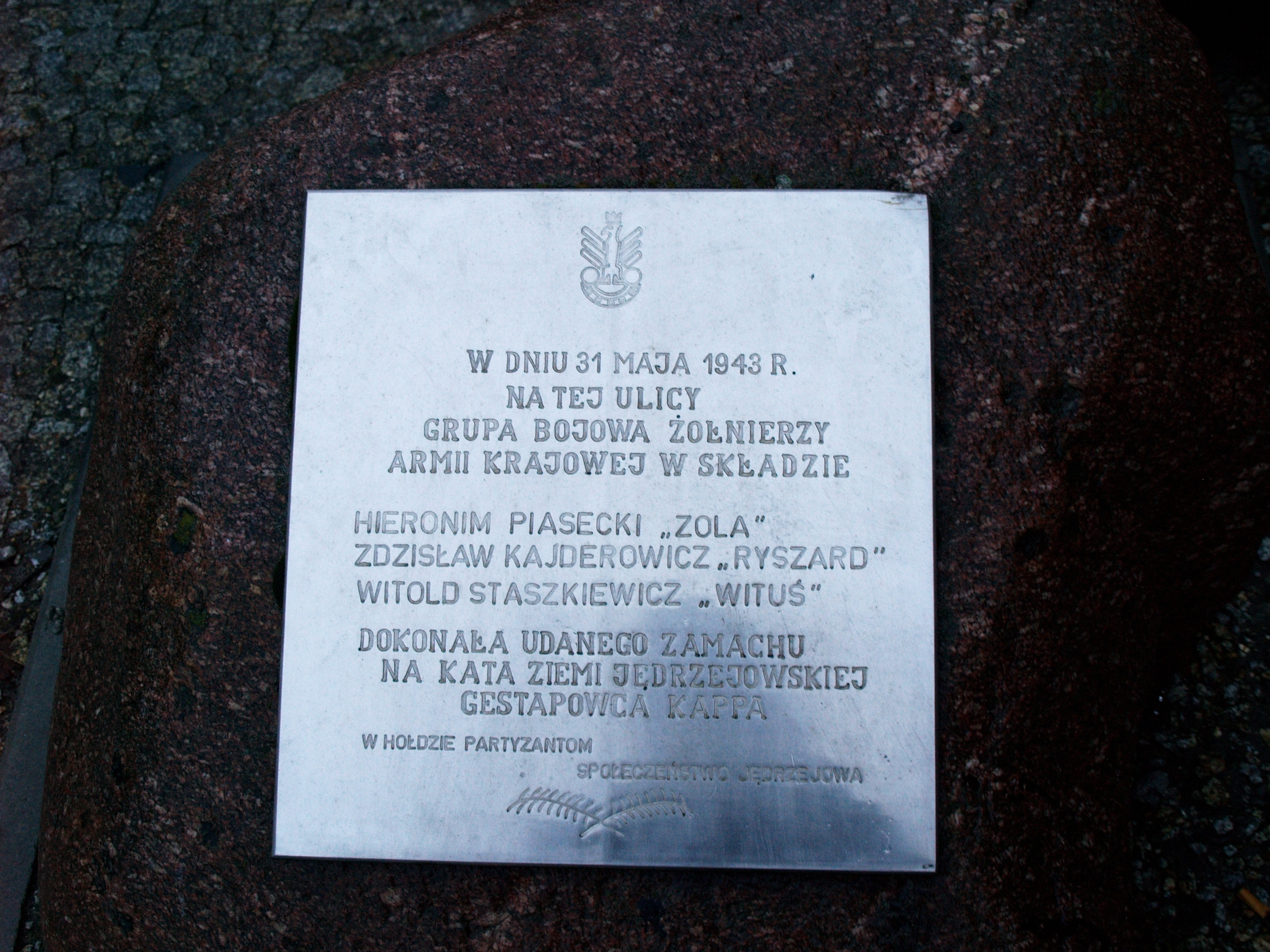
Plakett på platsen för attentatet mot Helmut Kapp.

Helmut Kapp, född som Konstanty Kapuścik i Ratiborhammer, död 1 juni 1943 i Jędrzejów, var en tysk SS-Unterscharführer och Gestapo-ämbetsman. Han dödades av polska partisaner.

## Biografi
Kapp blev kort efter andra världskrigets utbrott 1939 anställd vid Gestapo, Tredje rikets hemliga polis. Initialt verkade han som tolk, men 1940 utsågs han till ställföreträdande befälhavare för Gestapo i Jędrzejów med omnejd. Hans uppgifter bestod i att rekrytera kollaboratörer, delta i gripandet av personer i områdena kring Jędrzejów och Włoszczowa samt att företa förhör av misstänkta. Enligt egen utsago mördade han 87 polacker och 365 judar.
I början av maj 1943 beordrade Armia Krajowas distriktsledare att Kapp skulle dödas. Först försökte man förgifta Kapp, men när det misslyckades beslutades det att han skulle skjutas. Motståndskämpar rekognoserade och förberedde bakhåll på platser där Kapp vanligtvis avrättade sina offer – på Jędrzejóws kyrkogård eller i ett skogsområde utanför staden. De första bakhållsförsöken misslyckades och man förberedde då att angripa honom vid Gestapo-högkvarteret. Den 31 maj 1943 väntade man på att Kapp skulle visa sig. Motståndskämparna Hieronim Piasecki, Zdzisław Kajderowicz och Witold Staszkiewicz såg honom på 3 Maja-gatan tillsammans med sin chaufför. De förföljde Kapp till korsningen mellan 11 Listopada-gatan och Prostą-gatan och började skjuta. Vid skottlossningen dödades chauffören och Kapp fördes allvarligt sårad till sjukhus; han avled morgonen därpå av blodförlust.
Som vedergällning för Kapps död avrättade Gestapo elva ortsbor och grep ytterligare trettiofem personer, som torterades och därefter deporterades till Auschwitz.

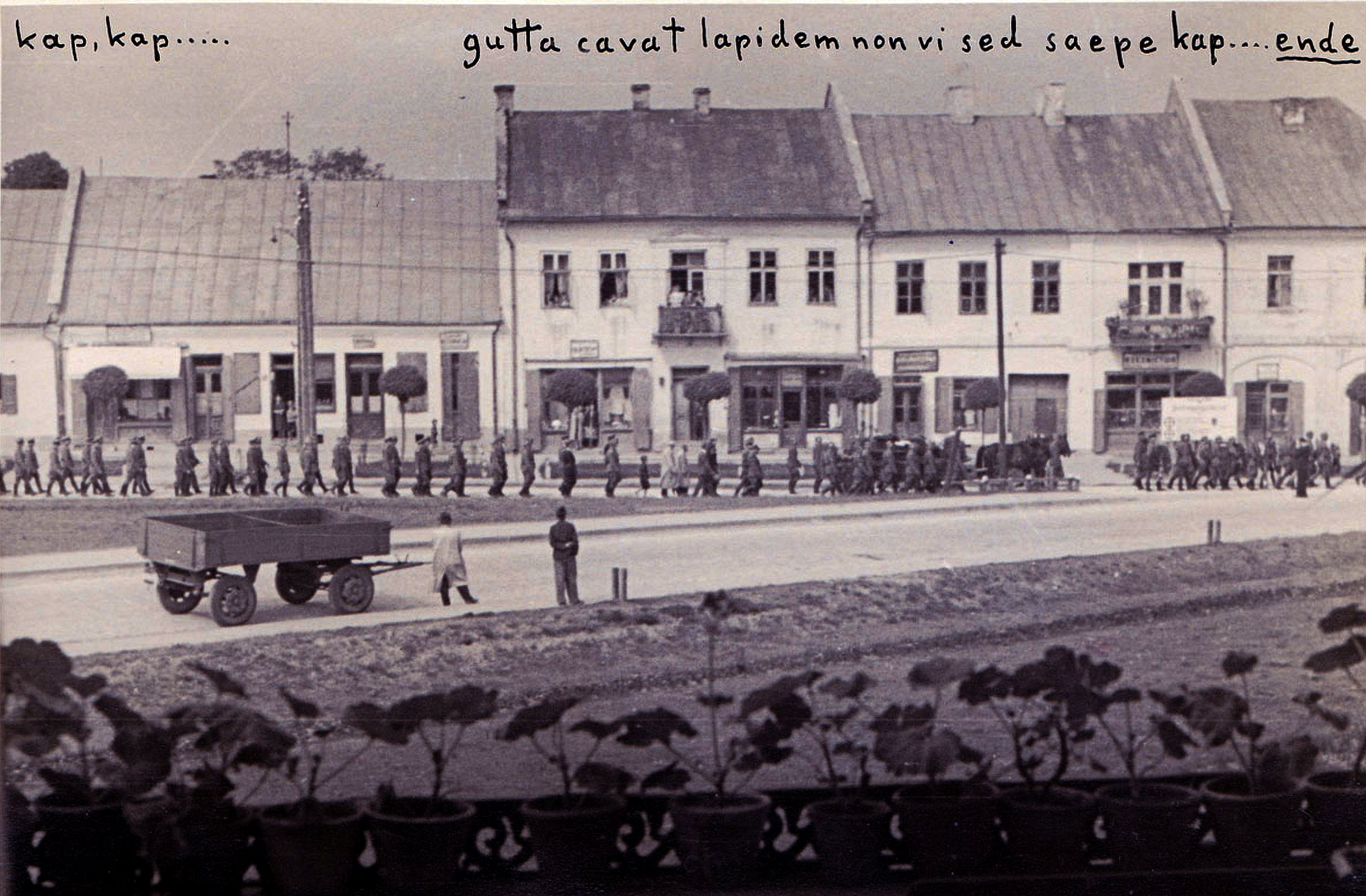
Helmut Kapps begravningståg i juni 1943

### Webbkällor
- ”Zamach na Kappa (”Attentatet mot Kapp”)” (på polska). Andreovia.pl. Arkiverad från originalet den 18 januari 2015. https://archive.today/20150118014911/http://www.andreovia.pl/jedrzejow-historia/wojenne-opowiesci/23-zamach-na-kappa. Läst 18 januari 2015.